# Kuivapää
Kuivapää är en ö i Finland. Den ligger i sjön Ukonjärvi och i kommunen Orivesi i den ekonomiska regionen Tammerfors och landskapet Birkaland, i den södra delen av landet, 180 km norr om huvudstaden Helsingfors. Öns area är 0,4 hektar och dess största längd är 100 meter i sydväst-nordöstlig riktning.